# Cowboys from Hell
Cowboys from Hell är ett album av den amerikanska metalgruppen Pantera, utgivet den 24 juli 1990. Det producerades av Terry Date och är bandets femte studioalbum.

## Låtlista
Samtliga låtar är skrivna av Pantera.
1. "Cowboys from Hell" - 4:06
2. "Primal Concrete Sledge" - 2:13
3. "Psycho Holiday" - 5:19
4. "Heresy" - 4:45
5. "Cemetery Gates" - 7:03
6. "Domination" - 5:02
7. "Shattered" - 3:21
8. "Clash with Reality" - 5:15
9. "Medicine Man" - 5:15
10. "Message in Blood" - 5:09
11. "The Sleep" - 5:47
12. "The Art of Shredding" - 4:16

## Medverkande
- Philip Anselmo - sång
- Dimebag Darrell - gitarr
- Vinnie Paul - trummor
- Rex - elbas